# Edgar Bauer
Edgar Bauer (ur. 7 października 1820 w Charlottenburgu (obecnie dzielnicy Berlina), zm. 18 sierpnia 1886 w Berlinie) – niemiecki filozof młodoheglista, radykalny publicysta polityczny.

## Życiorys
Był bratem Brunona Bauera, filozofa lewicy heglowskiej.
Bauer należał do grona radykalnych publicystów pruskich, którzy w latach czterdziestych XIX w. nawoływali do rewolucji. Pisał polityczne artykuły do pism wydawanych przez krąg Arnolda Rugego, Karola Marksa i Fryderyka Engelsa. Z tego powodu, w latach 1845-1848 był więziony w twierdzy w Magdeburgu .
Po wybuchu rewolucji 1848 agitował za ustanowieniem ustroju demokratycznego. Po jej upadku w 1849 uciekł do Altony i przyłączył się do rozwijającego się ruchu niepodległościowego w Szlezwiku-Holsztynie. W 1851 zmienił stronnictwo i zaczął popierać roszczenia Danii do tego terytorium. W tym samym roku, z duńską pomocą, wyemigrował do Wielkiej Brytanii, gdzie zaangażował się w życie polityczne emigrantów .
W latach 1852–1861 wysyłał tajne raporty do duńskiej policji na temat ruchu demokratycznego i robotniczego w Anglii, które obecnie są ważnym źródłem dla historyków na temat ich działalności. Bauer wrócił do Prus w 1861 po ogłoszeniu tam amnestii. Nadal pracował jako szpieg dla Duńczyków, informując o debatach w Reichstagu.  W latach 70. XIX w. pracował również dla Partii Niemiecko-Hanowerskiej, dążącej do usunięcia Prusaków z Hanoweru. Jego sympatie uniemożliwiały mu pracę dziennikarza i Bauer wraz z rodziną pozostawali na utrzymaniu Duńczyków i Hanowerczyków. Zmarł w ubóstwie w 1886 .

## Dzieła
- Geschichte Europas seit der ersten französischen Revolution (von Archibald Alison), w: Deutsche Jahrbücher für Wissenschaft und Kunst, 14./15./16. Dezember 1842
- Der Streit der Kritik mit Kirche und Staat (Charlottenburg, 1843)
- Denkwürdigkeiten zur Geschichte der neuern Zeit (1843–1844, 12 Hefte, with Bruno Bauer)
- Die Geschichte der konstitutionellen Bewegungen im südlichen Deutschland während der Jahre 1831–34 (Charlottenburg, 1845, 3 Bd.)
- Die Kunst der Geschichtsschreibung und Herrn Dahlmanns Geschichte der französischen Revolution (Magdeburg, 1846)
- Geschichte des Luthertums (pod pseudonimem Martin von Geismar, Leipzig, 1846–1847)
- Über die Ehe im Sinn des Luthertums (Leipzig, 1847)
- Der Mensch und die Ehe vor dem Richterstuhle der Sittlichkeit. w: Die Epigonen. Fünfter Band (1848), ss. 317–343,
- Das Teutsche Reich in seiner geschichtlichen Gestalt (Altona, 1872)
- Die Wahrheit über die Internationale (Altona, 1873)
- Englische Freiheit (Leipzig, 1857)
- Die Rechte des Herzogtums Holstein (Berlin, 1863)
- Die Deutschen und ihre Nachbarn (Hamburg, 1870)
- Artikel V, der deutsche Gedanke und die dänische Monarchie (Altona, 1873)
- Der Freimaurerbund und das Licht (Hannover, 1877)
- Der Magus des Nordens. Powieść. 1882